# Mërgim Brahimi
Mërgim Brahimi (født 8. august 1992 i Istok, Kosovo) er en fodboldspiller fra Kosovo, der spiller for schweiziske FC Wohlen.

## Tidligere liv
Brahimi blev født i Istok, som som ligger ude for distriktet Péc, i det nord-vestlige Kosovo. Hans forældre er kosoviske albanere. Som 2-årig flygtede Brahimi, hans to søstre samt to brødre til Zürich i Schweiz, da Kosovokrigen blussede op i bl.a. Istok, hvor Brahimi og familien boede. Forud flygtningen til Schweiz, havde Brahimis far arbejdet i Schweiz som fremmedarbejder.
Brahimi startede med fodbolden i 1997, hvor han startede i FC Red Star Zürich.

## Klubkarriere

### Grasshopper Club Zürich
Brahimi skiftede som ynglinge spiller til Grasshopper i 2007 fra FC Red Star Zürich. Han spillede bl.a. for deres U21 hold.
I 2010 spillede Brahimi kampe for klubbens 2. hold, det vil sige senior reserveholdet.
Den 2. oktober 2011 fik Brahimi sin debut for klubbens førstehold, da han blev skiftet ind i 21' minut imod FC Zürich. Først den 28. juli 2012 scorede han sit første mål for klubben, da han 3 minutter efter han kom ind i 80' minut, scorede imod FC Basel.
Han spillede i alt 39 kampe for førsteholdet, hvor han scorede tre mål i alt. Derudover spillede han 50 kampe for reserveholdet, og scorede 6 mål.

### Udlån til FC Aarau
Den 16. september 2013 blev Brahimi udlånt til FC Aarau som også lå i Schweiz. Han spillede 4 kampe for Aarau, indtil han den 1. januar 2014 vendte tilbage til Grasshopper.

### Udlån til FC Wohlen
Den 28. februar 2014 blev Brahimi igen udlejet, dog denne gang til FC Wohlen, som spillede i den schweiziske "Challenge League". Brahimi spillede 15 kampe for FC Wohlen, og scorede 5 mål for dem. Derudover blev han noteret for en enkel assist, og havde alt i alt haft en god halv-sæson for klubben.

### FC Wohlen
Den succesrige udlejning til klubben resulterede i, at FC Wohlen den 1. juli 2014 kunne annoncere købet af albaneren.